# Scott Travis
Scott Travis (Norfolk, Virginia, 1961. szeptember 6. –) amerikai dobos, akit 1990 óta a Judas Priest tagjaként ismerhetnek a legtöbben. Pályáját a glam metalt játszó Hawk zenekarban kezdte, majd 1987-ben csatlakozott a technikás power metalt játszó Racer X zenekarhoz. Dave Holland távozását követően került a Judas Priestbe, ahol a Painkiller című albumon debütált.

## Diszkográfia

### Judas Priest
- Painkiller (1990)
- Jugulator (1997)
- Demolition (2001)
- Angel of Retribution (2005)
- Nostradamus (2008)
- Redeemer of Souls (2014)
- Firepower (2018)

### Racer X
- Second Heat (1988)
- Extreme Volume I (1988)) - koncert
- Extreme Volume II (1989) - koncert
- Technical Difficulties (1999)
- Superheroes (2000)
- Getting Heavier (2002)

### Fight
- War of Words (1993)
- A Small Deadly Space (1995)
- Mutations (1994) - koncertfelvételek és remixek